# Jean-Jacques Risler
Pour les articles homonymes, voir Risler.
Jean-Jacques Risler, né le 12 juillet 1940 à Escoublac-la-Baule (aujourd'hui La Baule-Escoublac) et mort le 17 février 2016 à Villejuif, est un mathématicien français spécialiste de géométrie algébrique réelle (en).
Petit fils du pianiste Édouard Risler, il est aussi un violoncelliste, qui, avec ses deux frères, a constitué le trio Risler.

## Carrière scientifique
Ancien élève de l'École normale supérieure de la rue d'Ulm (promotion 1960), Jean-Jacques Risler, a été maître de conférences à l'université Paris 7, avant de devenir, dans les années 1980, professeur à l'université Paris VI, où il a effectué le reste de sa carrière. Il y est devenu professeur de classe exceptionnelle en 2003, puis professeur émérite, lors de sa retraite, en 2011. À certaines époques de sa carrière, il fut aussi membre du Centre de mathématiques de l’École polytechnique et du Département de mathématiques et informatique de l’École normale supérieure.
Jean-Jacques Risler a été le pionnier de la géométrie algébrique réelle en France et a été un des acteurs majeurs du développement de l'école française de géométrie réelle. Parmi ses résultats fondamentaux dans ce domaine, on peut citer ses travaux sur les idéaux de variétés algébriques réelles, sur la version locale du théorème de Harnack et sur la courbure des variétés algébriques réelles. Il s'est beaucoup intéressé au seizième problème de Hilbert, et la conférence internationale qui a eu lieu en son honneur en 2008 est ainsi intitulée Around Hilbert's 16th Problem.
Jean-Jacques Risler a eu une activité scientifique intense jusqu’à ses derniers jours. Loin de se limiter à son domaine principal, il a eu des contributions notables en géométrie sous-riemannienne (en), théorie du contrôle, géométrie tropicale, etc.
Jean-Jacques Risler a obtenu le prix Charles Louis de Saulses de Freycinet de l’Académie des sciences en 1992. Il fut président de la Société mathématique de France de 1996 à 1998.
Il est enterré au cimetière du Père-Lachaise (94e division).